# Zulia (cantão)
Zulia Cantão foi um cantão na Maracaibo (província da Grã-Colômbia), Zulia (departamento), Grã-Colômbia.